# Двести франков «Чёрная»
Двести франков Чёрная — французская банкнота, эскиз которой разработан 10 июня 1847 года Банком Франции. Это первая банкнота с таким номиналом.

## История
Эта банкнота относится к серии банкнот «Чёрная», выпуск которых начат в 1800 году.
В 1847 году, было принято решение о создании банкноты с новым номиналом 200 франков. Художники: Морис Дюк и Поль Деларош разработали дизайн, включавший аллегории и овальную форму рисунка банкноты. Гравировка была поручена Этьену Хайоту.
Печать осуществлялась в черном цвете с одинаковой двусторонней печатью. Водяной знак «200 Fr Banque de France».
В рамках серии Чёрная, ранее были выпущены банкноты 500 франков 1817 года и 1000 франков 1817 года.
Банкнота двести франков Чёрная, запущена в печать 23 июня 1848 и изымалась из обращения с 24 декабря 1885 года. Банкнота лишена статуса законного платежного средства в декабре 1897 года.

## Экстренный выпуск
До серийного выпуска банкноты, был выпущен черновой вариант небольшим тиражом в сентябре 1847 года. Этот тип банкноты напоминал 500 франков в 1817 года и была разработана художником Шарлем Персье и гравёром Жаном-Бертраном Андрие. Печать банкнот осуществлялась с 28 октября 1847 по 1849 год.

## Также
- Французский франк